# Arthur Klis
Pas d'image ? Cliquez ici

a Compétitions nationales et continentales officielles uniquement.

b Matchs officiels uniquement.
Arthur Klis (ou Artur Kliś), né le 1er mai 2003 à Ermont, est un joueur international polonais de rugby à XV d'origine française qui évolue au poste de troisième ligne mais peut également jouer en tant que deuxième ligne .

## Carrière

### Jeunesse et formation
Arthur Klis débute la pratique du rugby à XV à l'âge de neuf ans, dans la ville d'Herblay-sur-Seine, au sein du Rugby Conflans Herblay.
En 2014, il quitte son club formateur pour rejoindre l'école de rugby du Racing 92 où il évolue pendant quatre ans, avant de rejoindre pour une saison la formation du RC Massy.
En 2019, il fait le choix d'aller une année en Angleterre au sein du Brooksby Melton College (en), un lycée affilié à l'Academy (centre de formation) des Leicester Tigers.
En 2020, après la pandémie de Covid-19, il retourne au centre de formation du Racing 92 où il évolue dans le championnat espoirs,, il fait un bref passage au Paris Université Club en 2022, sous forme de double-licence, où il joue deux matchs en Fédérale 2. En 2023-2024, il joue un autre match sous le maillot du PUC.

### Senior
En 2024, Arthur Klis rejoint l'Ekstraliga, où il évolue sous les couleurs des Dragons de Juvenia Krakow.Il fait ses débuts lors de la 5ᵉ journée du championnat, dans un match contre Ogniwo Sopot, à Cracovie.

### En sélection
Aligné la première fois par Gregory Kacala lors d'un match amical opposant une sélection nationale polonaise des moins de 20 ans contre une sélection des moins de 23 ans à Sopot,, il débute sous le maillot de la sélection nationale polonaise en novembre 2022 à Lisbonne contre l'équipe du Portugal des moins de 20 ans lors du championnat d'Europe des moins de 20 ans 2022,,. Après avoir vaincu l'équipe d'Allemagne des moins de 20 ans,,, puis perdu le match de la cinquième place contre les jeunes Roumains, il termine la compétition à la sixième place avec son équipe,.
Ensuite, il intègre et joue sa première rencontre avec la sélection nationale polonaise en janvier 2023 à Cardiff lors d'un match amical, non officiel, contre l'équipe du pays de Galles des moins de 20 ans, et il l'intègre officiellement en février 2023 à Bucarest contre la Roumanie lors du championnat d'Europe 2022-2023,,, sous les ordres de l'entraineur gallois Chris Hitt. Il joue un second match, sa première titularisation, contre le Portugal à Gdynia dans le stade national de rugby,.